# Anna Kournikova
Anna Sergueïevna Kournikova (en russe : Анна Сергеевна Курникова), née le 7 juin 1981 à Moscou, est une joueuse de tennis russe, professionnelle de 1995 à 2003. Jamais titrée en simple sur le circuit WTA, elle atteint la 8e place mondiale en 2000. En double, elle remporte 16 titres dont deux Open d'Australie en 1999 et 2002 avec Martina Hingis. Elle entame ensuite une carrière de mannequin. 

## Carrière tennistique
Entraînée en Floride au centre de Nick Bollettieri, à l'instar de son idole Monica Seles, Kournikova obtient rapidement d'excellents résultats chez les juniors, devenant championne du monde en simple en 1995. À quatorze ans, elle joue dans l'équipe russe de Fed Cup, un record de précocité.
En 1997, alors qu'elle n'a que seize ans, elle atteint les demi-finales à Wimbledon. L'année suivante, elle fait son entrée dans le top 10 mondial et dispute la finale du tournoi de Key Biscayne, l'une des épreuves les plus importantes du circuit WTA après les levées du Grand Chelem en battant successivement Mirjana Lucic, Monica Seles, Conchita Martinez, Lindsay Davenport et Aranxta Sanchez. Elle échoue en finale contre Venus Williams.
Kournikova passe un cap psychologique en mai 1998, à la veille de Roland-Garros, en défaisant pour la première fois Martina Hingis à Berlin. Plus tard, alors qu'elle vient de battre Steffi Graf sur le gazon d'Eastbourne, elle chute et se casse le pouce.
Cette blessure, assez légère, a de considérables conséquences sur la suite de sa carrière. Faute de pouvoir s'entraîner pendant plusieurs mois, à la demande des sponsors (commanditaires) et par goût pour la jet set, Kournikova, mettant à profit sa plastique avantageuse, multiplie les actions publicitaires, les photos de charme, mondanités et plateaux de télévision.
Rétablie, elle connaît fin 1998 de gros problèmes de service : obligée de changer sa prise de raquette après sa convalescence, elle ne retrouve pas de bonnes sensations et enchaîne double faute sur double faute, en particulier lors des Masters de novembre. Kournikova, qui gagne plus d'argent grâce à ses contrats publicitaires que par ses performances sportives, est sévèrement raillée par les médias et certaines joueuses, se voyant en outre reprocher de n'avoir pas décroché le moindre titre en simple sur le circuit WTA.
Kournikova se reprend bien en 1999 (finale à Hilton Head, demi-finales à Oklahoma City, Amelia Island, Eastbourne).
En 2000, sans pourtant briller dans aucun des quatre Majeurs, elle signe la meilleure saison de sa carrière en simple (une finale à Moscou, huit demi-finales) et termine, le 20 novembre, à la 8e place mondiale.

Kournikova à Sydney en 2002.

Elle accède aux quarts de finale à l'Open d'Australie en 2001. Il s'agit de son dernier bon résultat. En février, une blessure de fatigue au pied la tient à nouveau éloignée des courts jusqu'en août. Face à la pression médiatique et insuffisamment remise, Anna Kournikova se démobilise peu à peu, à mesure que son jeu à haut risque, parfois comparé à celui de Pam Shriver, perd en efficacité, ses coups frappés à plat ne lui offrant pas beaucoup de sécurité dans les situations de stress. Elle additionne dès lors les contre-performances, quand elle ne déclare pas forfait au dernier moment.
En 2002, elle a des résultats médiocres. Éliminée onze fois au 1er tour, y compris dans les quatre Grands Chelems, elle atteint une seule finale à l'Open de Chine, battue sèchement par Anna Smashnova.
Le premier semestre 2003 se révèle un complet fiasco : avec cinq défaites pour une victoire, elle rétrograde rapidement au 67e rang mondial. Elle tente de se relancer à l'occasion de deux challengers ITF en mai, sans davantage de succès. Elle n'a officiellement plus rejoué depuis.
Le 24 juillet 2006, lors d'une conférence de presse, Kournikova déclare hésiter quant à son avenir et explique qu'elle pourrait très bien reprendre sa carrière. Elle refuse également d'annoncer sa retraite pour ne pas avoir à revenir sur sa décision, comme d'autres sportifs ont pu le faire (Hingis, par exemple). Le 29 juin 2010, dans un match exhibition à Wimbledon (« Invitation Ladies Doubles »), associée à son ancienne partenaire Martina Hingis, elle bat en deux manches la paire britannique Samantha Smith et Anne Hobbs (6-2, 6-4).
Si elle n'a finalement jamais gagné en simple, Anna Kournikova s'est néanmoins imposée à seize reprises en double dames, dont deux fois aux Internationaux d'Australie en 1999 et 2002 (à chaque fois aux côtés d'Hingis). Elle a été numéro un mondiale de la discipline le 22 novembre 1999, rang où elle s'est maintenue dix semaines consécutives.
Dans un classement très américano-centré[réf. nécessaire], publié en 2004, les journalistes de la chaîne ESPN ont élu Anna Kournikova au 18e rang des 25 plus gros flops de l'histoire du sport depuis 1979. Sa fiche en carrière en simples est de 209-129. Ses dernières années de jeu ont été marquées par une série de blessures, notamment au dos, qui ont entraîné une érosion progressive de son classement.

## Palmarès

### Titre en simple dames
Aucun.

### Finales en simple dames
| No | Date       | Nom et lieu du tournoi          | Catégorie | Dotation    | Surface         | Vainqueure     | Score         |          |
| -- | ---------- | ------------------------------- | --------- | ----------- | --------------- | -------------- | ------------- | -------- |
| 1  | 19-03-1998 | The Lipton Championships, Miami | Tier I    | 1 900 000 $ | Dur (ext.)      | Venus Williams | 2-6, 6-4, 6-1 | Parcours |
| 2  | 29-03-1999 | Family Circle Cup, Hilton Head  | Tier I    | 1 000 000 $ | Terre (ext.)    | Martina Hingis | 6-4, 6-3      | Parcours |
| 3  | 23-10-2000 | Kremlin Cup, Moscou             | Tier I    | 1 080 000 $ | Moquette (int.) | Martina Hingis | 6-3, 6-1      | Parcours |
| 4  | 09-09-2002 | SVW Polo Open, Shanghai         | Tier IV   | 140 000 $   | Dur (ext.)      | Anna Smashnova | 6-2, 6-3      | Parcours |

### Titre en double dames
| No | Date       | Nom et lieu du tournoi                 | Catégorie | Dotation    | Surface         | Partenaire      | Finalistes                            | Score          |          |
| -- | ---------- | -------------------------------------- | --------- | ----------- | --------------- | --------------- | ------------------------------------- | -------------- | -------- |
| 1  | 21-09-1998 | Princess Cup Tokyo                     | Tier II   | 450 000 $   | Dur (ext.)      | Monica Seles    | Mary Joe Fernández Arantxa Sánchez    | 6-4, 6-4       | Parcours |
| 2  | 18-01-1999 | Australian Open Melbourne              | G. Chelem | 3 040 620 $ | Dur (ext.)      | Martina Hingis  | Lindsay Davenport Natasha Zvereva     | 7-5, 6-3       | Parcours |
| 3  | 05-03-1999 | Evert Cup Indian Wells                 | Tier I    | 1 300 000 $ | Dur (ext.)      | Martina Hingis  | Mary Joe Fernández Jana Novotná       | 6-2, 6-2       | Parcours |
| 4  | 03-05-1999 | Italian Open Rome                      | Tier I    | 1 050 000 $ | Terre (ext.)    | Martina Hingis  | Alexandra Fusai Nathalie Tauziat      | 6-2, 6-2       | Parcours |
| 5  | 14-06-1999 | International Championships Eastbourne | Tier II   | 520 000 $   | Gazon (ext.)    | Martina Hingis  | Jana Novotná Natasha Zvereva          | 6-4, ab.       | Parcours |
| 6  | 15-11-1999 | Chase Championships New York           | Masters   | 2 000 000 $ | Moquette (int.) | Martina Hingis  | Larisa Neiland Arantxa Sánchez        | 6-4, 6-4       | Parcours |
| 7  | 03-01-2000 | Hard Court Championships Gold Coast    | Tier III  | 170 000 $   | Dur (ext.)      | Julie Halard    | Sabine Appelmans Rita Grande          | 6-3, 6-0       | Parcours |
| 8  | 02-05-2000 | Betty Barclay Cup Hambourg             | Tier II   | 535 000 $   | Terre (ext.)    | Natasha Zvereva | Nicole Arendt Manon Bollegraf         | 6-75, 6-2, 6-4 | Parcours |
| 9  | 02-10-2000 | Porsche Tennis Grand Prix Filderstadt  | Tier II   | 535 000 $   | Dur (int.)      | Martina Hingis  | Arantxa Sánchez Barbara Schett        | 6-4, 6-2       | Parcours |
| 10 | 09-10-2000 | Swisscom Challenge Zurich              | Tier I    | 1 080 000 $ | Dur (int.)      | Martina Hingis  | Kimberly Po Anne-Gaëlle Sidot         | 6-3, 6-4       | Parcours |
| 11 | 06-11-2000 | Advanta Championships Philadelphie     | Tier II   | 535 000 $   | Moquette (int.) | Martina Hingis  | Lisa Raymond Rennae Stubbs            | 6-2, 7-5       | Parcours |
| 12 | 13-11-2000 | Chase Championships New York           | Masters   | 2 000 000 $ | Moquette (int.) | Martina Hingis  | Nicole Arendt Manon Bollegraf         | 6-2, 6-3       | Parcours |
| 13 | 08-01-2001 | Adidas International Sydney            | Tier II   | 515 000 $   | Dur (ext.)      | Barbara Schett  | Lisa Raymond Rennae Stubbs            | 6-2, 7-5       | Parcours |
| 14 | 01-10-2001 | Kremlin Cup Moscou                     | Tier I    | 1 185 000 $ | Moquette (int.) | Martina Hingis  | Elena Dementieva Lina Krasnoroutskaïa | 7-61, 6-3      | Parcours |
| 15 | 14-01-2002 | Australian Open Melbourne              | G. Chelem | 3 942 915 $ | Dur (ext.)      | Martina Hingis  | Daniela Hantuchová Arantxa Sánchez    | 6-2, 6-74, 6-1 | Parcours |
| 16 | 09-09-2002 | SVW Polo Open Shanghai                 | Tier IV   | 140 000 $   | Dur (ext.)      | Janet Lee       | Rika Fujiwara Ai Sugiyama             | 7-5, 6-3       | Parcours |

### Finales en double dames
| No | Date       | Nom et lieu du tournoi             | Catégorie | Dotation    | Surface         | Vainqueures                       | Partenaire        | Score           |          |
| -- | ---------- | ---------------------------------- | --------- | ----------- | --------------- | --------------------------------- | ----------------- | --------------- | -------- |
| 1  | 18-09-1995 | Moscow Ladies Open Moscou          | Tier III  | 161 250 $   | Moquette (int.) | Meredith McGrath Larisa Neiland   | Aleksandra Olsza  | 6-1, 6-0        | Parcours |
| 2  | 09-02-1998 | Open Gaz de France Paris           | Tier II   | 450 000 $   | Moquette (int.) | Sabine Appelmans Miriam Oremans   | Larisa Neiland    | 1-6, 6-3, 7-6   | Parcours |
| 3  | 23-02-1998 | Generali Ladies Grand Prix Linz    | Tier II   | 450 000 $   | Moquette (int.) | Alexandra Fusai Nathalie Tauziat  | Larisa Neiland    | 6-3, 3-6, 6-4   | Parcours |
| 4  | 05-10-1998 | Porsche Tennis GP Filderstadt      | Tier II   | 450 000 $   | Dur (int.)      | Lindsay Davenport Natasha Zvereva | Arantxa Sánchez   | 6-4, 6-2        | Parcours |
| 5  | 24-05-1999 | Roland-Garros Paris                | G. Chelem | 4 407 123 $ | Terre (ext.)    | Serena Williams Venus Williams    | Martina Hingis    | 6-3, 6-72, 8-6  | Parcours |
| 6  | 26-07-1999 | Bank of the West Classic Stanford  | Tier II   | 520 000 $   | Dur (ext.)      | Lindsay Davenport Corina Morariu  | Elena Likhovtseva | 6-4, 6-4        | Parcours |
| 7  | 06-03-2000 | Tennis Masters Series Indian Wells | Tier I    | 2 000 000 $ | Dur (ext.)      | Lindsay Davenport Corina Morariu  | Natasha Zvereva   | 6-2, 6-3        | Parcours |
| 8  | 31-07-2000 | Acura Classic San Diego            | Tier II   | 535 000 $   | Dur (ext.)      | Lisa Raymond Rennae Stubbs        | Lindsay Davenport | 4-6, 6-3, 7-66  | Parcours |
| 9  | 23-10-2000 | Kremlin Cup Moscou                 | Tier I    | 1 080 000 $ | Moquette (int.) | Julie Halard Ai Sugiyama          | Martina Hingis    | 4-6, 6-4, 7-65  | Parcours |
| 10 | 29-01-2001 | Pan Pacific Open Tokyo             | Tier I    | 1 188 000 $ | Moquette (int.) | Lisa Raymond Rennae Stubbs        | Iroda Tulyaganova | 7-65, 2-6, 7-66 | Parcours |
| 11 | 30-07-2001 | Acura Classic San Diego            | Tier II   | 750 000 $   | Dur (ext.)      | Cara Black Elena Likhovtseva      | Martina Hingis    | 6-4, 1-6, 6-4   | Parcours |
| 12 | 07-01-2002 | Adidas International Sydney        | Tier II   | 585 000 $   | Dur (ext.)      | Lisa Raymond Rennae Stubbs        | Martina Hingis    | forfait         | Parcours |

### Finales en double mixte
| No | Date       | Nom et lieu du tournoi      | Catégorie | Dotation    | Surface      | Vainqueures                  | Partenaire     | Score         |          |
| -- | ---------- | --------------------------- | --------- | ----------- | ------------ | ---------------------------- | -------------- | ------------- | -------- |
| 1  | 21-06-1999 | The Championships Wimbledon | G. Chelem | 4 732 303 $ | Gazon (ext.) | Lisa Raymond Leander Paes    | Jonas Björkman | 6-4, 3-6, 6-3 | Parcours |
| 2  | 28-08-2000 | US Open Flushing Meadows    | G. Chelem | 6 467 000 $ | Dur (ext.)   | Arantxa Sánchez Jared Palmer | Max Mirnyi     | 6-4, 6-3      | Parcours |

## Parcours en Grand Chelem

### En simple dames
| Année | Open d'Australie | Open d'Australie  | Internationaux de France | Internationaux de France | Wimbledon       | Wimbledon         | US Open         | US Open           |
| ----- | ---------------- | ----------------- | ------------------------ | ------------------------ | --------------- | ----------------- | --------------- | ----------------- |
| 1996  | -                | -                 | -                        | -                        | -               | -                 | 4e tour (1/8)   | Steffi Graf       |
| 1997  | 1er tour (1/64)  | Amanda Coetzer    | 3e tour (1/16)           | Martina Hingis           | 1/2 finale      | Martina Hingis    | 2e tour (1/32)  | Irina Spîrlea     |
| 1998  | 3e tour (1/16)   | Martina Hingis    | 4e tour (1/8)            | Jana Novotná             | -               | -                 | 4e tour (1/8)   | Arantxa Sánchez   |
| 1999  | 4e tour (1/8)    | Mary Pierce       | 4e tour (1/8)            | Steffi Graf              | 4e tour (1/8)   | Venus Williams    | -               | -                 |
| 2000  | 4e tour (1/8)    | Lindsay Davenport | 2e tour (1/32)           | Sylvia Plischke          | 2e tour (1/32)  | Anne-Gaëlle Sidot | 3e tour (1/16)  | Justine Henin     |
| 2001  | 1/4 de finale    | Lindsay Davenport | -                        | -                        | -               | -                 | -               | -                 |
| 2002  | 1er tour (1/64)  | Justine Henin     | 1er tour (1/64)          | Christina Wheeler        | 1er tour (1/64) | Tatiana Panova    | 1er tour (1/64) | Angelique Widjaja |
| 2003  | 2e tour (1/32)   | Justine Henin     | -                        | -                        | -               | -                 | -               | -                 |

À droite du résultat, l’ultime adversaire.

### En double dames
| Année | Open d'Australie            | Open d'Australie           | Internationaux de France  | Internationaux de France | Wimbledon                  | Wimbledon               | US Open                    | US Open                   |
| ----- | --------------------------- | -------------------------- | ------------------------- | ------------------------ | -------------------------- | ----------------------- | -------------------------- | ------------------------- |
| 1996  | -                           | -                          | -                         | -                        | -                          | -                       | 1/4 de finale Likhovtseva  | Jana Novotná A. Sánchez   |
| 1997  | 1er tour (1/32) Likhovtseva | Chanda Rubin B. Schultz    | 3e tour (1/8) Likhovtseva | A. Fusai N. Tauziat      | 2e tour (1/16) Likhovtseva | N. Kijimuta Nana Miyagi | 3e tour (1/8) Likhovtseva  | M. Hingis A. Sánchez      |
| 1998  | 2e tour (1/16) L. Neiland   | M. Hingis Mirjana Lučić    | 1/2 finale L. Neiland     | L. Davenport N. Zvereva  | -                          | -                       | 2e tour (1/16) L. Neiland  | Amy Frazier K. Schlukebir |
| 1999  | Victoire M. Hingis          | L. Davenport N. Zvereva    | Finale M. Hingis          | S. Williams V. Williams  | -                          | -                       | -                          | -                         |
| 2000  | 1/2 finale B. Schett        | Lisa Raymond Rennae Stubbs | 3e tour (1/8) N. Zvereva  | V. Ruano Paola Suárez    | 1/2 finale N. Zvereva      | S. Williams V. Williams | 2e tour (1/16) J. Capriati | Navrátilová A. Sánchez    |
| 2001  | 1/4 de finale B. Schett     | S. Williams V. Williams    | -                         | -                        | -                          | -                       | -                          | -                         |
| 2002  | Victoire M. Hingis          | D. Hantuchová A. Sánchez   | -                         | -                        | 1/2 finale Chanda Rubin    | S. Williams V. Williams | 1/4 de finale M. Hingis    | V. Ruano Paola Suárez     |
| 2003  | 3e tour (1/8) Chanda Rubin  | C. Martínez Nadia Petrova  | -                         | -                        | -                          | -                       | -                          | -                         |

sous le résultat, la partenaire ; à droite, l’ultime équipe adverse.

### En double mixte
| Année | Open d'Australie             | Open d'Australie           | Internationaux de France    | Internationaux de France | Wimbledon                   | Wimbledon                 | US Open                     | US Open                 |
| ----- | ---------------------------- | -------------------------- | --------------------------- | ------------------------ | --------------------------- | ------------------------- | --------------------------- | ----------------------- |
| 1997  | 1/2 finale Mark Knowles      | L. Neiland J. de Jager     | 1/4 de finale Mark Knowles  | Rika Hiraki M. Bhupathi  | 2e tour (1/16) Mark Knowles | R. Dragomir Leander Paes  | 2e tour (1/8) Philippoussis | L. Neiland A. Olhovskiy |
| 1998  | 2e tour (1/8) Mark Knowles   | V. Williams J. Gimelstob   | 2e tour (1/16) Mark Knowles | G. Helgeson Jim Grabb    | -                           | -                         | -                           | -                       |
| 1999  | 1er tour (1/16) Mark Knowles | R. McQuillan D. Macpherson | -                           | -                        | Finale J. Björkman          | Lisa Raymond Leander Paes | -                           | -                       |
| 2000  | 1/2 finale J. Björkman       | Rennae Stubbs Jared Palmer | -                           | -                        | 1er tour (1/32) J. Björkman | C. Barclay Wayne Arthurs  | Finale Max Mirnyi           | A. Sánchez Jared Palmer |
| 2001  | 1er tour (1/16) Max Mirnyi   | A. Coetzer David Adams     | -                           | -                        | -                           | -                         | -                           | -                       |
| 2002  | -                            | -                          | -                           | -                        | 1/4 de finale J. Björkman   | Likhovtseva M. Bhupathi   | -                           | -                       |
| 2003  | 2e tour (1/8) A. Bogomolov   | Janet Lee Jared Palmer     | -                           | -                        | -                           | -                         | -                           | -                       |

sous le résultat, le partenaire ; à droite, l’ultime équipe adverse.

## Parcours aux Masters

### En simple dames
| # | Date       | Nom de l'édition             | ($)       | Surface         | Résultat       | Ultime adversaire | Score         |          |
| - | ---------- | ---------------------------- | --------- | --------------- | -------------- | ----------------- | ------------- | -------- |
| 1 | 16/11/1998 | Chase Championships New York | 2 000 000 | Moquette (int.) | 1er tour (1/8) | Monica Seles      | 6-4, 6-3      | Parcours |
| 2 | 15/11/1999 | Chase Championships New York | 2 000 000 | Moquette (int.) | 1er tour (1/8) | Mary Pierce       | 6-7, 7-6, 6-0 | Parcours |
| 3 | 13/11/2000 | Chase Championships New York | 2 000 000 | Moquette (int.) | 1/2 finale     | Martina Hingis    | 7-62, 6-2     | Parcours |

### En double dames
| # | Date       | Nom de l'édition             | ($)       | Surface         | Résultat      | Partenaire     | Ultimes adversaires               | Score    |          |
| - | ---------- | ---------------------------- | --------- | --------------- | ------------- | -------------- | --------------------------------- | -------- | -------- |
| 1 | 16/11/1998 | Chase Championships New York | 2 000 000 | Moquette (int.) | 1/4 de finale | Larisa Neiland | Lindsay Davenport Natasha Zvereva | 6-2, 6-3 | Parcours |
| 2 | 15/11/1999 | Chase Championships New York | 2 000 000 | Moquette (int.) | Victoire      | Martina Hingis | Larisa Neiland Arantxa Sánchez    | 6-4, 6-4 | Parcours |
| 3 | 13/11/2000 | Chase Championships New York | 2 000 000 | Moquette (int.) | Victoire      | Martina Hingis | Nicole Arendt Manon Bollegraf     | 6-2, 6-3 | Parcours |

## Parcours aux Jeux olympiques

### En simple dames
| # | Date       | Nom de l'olympiade      | Surface    | Résultat        | Ultime adversaire | Score         |          |
| - | ---------- | ----------------------- | ---------- | --------------- | ----------------- | ------------- | -------- |
| 1 | 23/07/1996 | Summer Olympics Atlanta | Dur (ext.) | 1er tour (1/32) | Laurence Courtois | 1-6, 6-2, 6-2 | Parcours |

### En double dames
| # | Date       | Nom de l'olympiade      | Surface    | Résultat        | Partenaire     | Ultimes adversaires        | Score    |          |
| - | ---------- | ----------------------- | ---------- | --------------- | -------------- | -------------------------- | -------- | -------- |
| 1 | 23/07/1996 | Summer Olympics Atlanta | Dur (ext.) | 1er tour (1/16) | Elena Makarova | Jana Novotná Helena Suková | 6-2, 6-2 | Parcours |

## Parcours en Fed Cup
| #                                                                | Date       | Lieu   | Surface         | Gagnante(s)                       | Perdante(s)                       | Score          |          |
|                                                                  |            |        |                 |                                   |                                   |                |          |
| 2000 - Round robin (groupe mondial) - Russie - France - 0 : 3    |            |        |                 |                                   |                                   |                |          |
| 1                                                                | 27/04/2000 | Moscou | Moquette (int.) | Julie Halard                      | Anna Kournikova                   | 6-2, 2-6, 6-1  | Parcours |
| 1                                                                | 27/04/2000 | Moscou | Moquette (int.) | Julie Halard Nathalie Tauziat     | Anna Kournikova Elena Likhovtseva | 6-3, 7-65      | Parcours |
|                                                                  |            |        |                 |                                   |                                   |                |          |
| 2000 - Round robin (groupe mondial) - Russie - Australie - 2 : 1 |            |        |                 |                                   |                                   |                |          |
| 2                                                                | 29/04/2000 | Moscou | Moquette (int.) | Jelena Dokić                      | Anna Kournikova                   | 6-73, 7-5, 6-3 | Parcours |
| 2                                                                | 29/04/2000 | Moscou | Moquette (int.) | Anna Kournikova Elena Likhovtseva | Jelena Dokić Rennae Stubbs        | 6-3, 4-6, 6-1  | Parcours |
|                                                                  |            |        |                 |                                   |                                   |                |          |
| 2000 - Round robin (groupe mondial) - Russie - Belgique - 1 : 2  |            |        |                 |                                   |                                   |                |          |
| 3                                                                | 30/04/2000 | Moscou | Moquette (int.) | Kim Clijsters                     | Anna Kournikova                   | 5-7, 6-2, 6-4  | Parcours |
| 3                                                                | 30/04/2000 | Moscou | Moquette (int.) | Els Callens Laurence Courtois     | Anna Kournikova Elena Likhovtseva | 6-4, 6-3       | Parcours |

## Classements WTA en fin de saison
| Année          | 1995 | 1996 | 1997 | 1998 | 1999 | 2000 | 2001 | 2002 | 2003 |
| Rang en simple | 281  | 65   | 32   | 13   | 12   | 8    | 74   | 35   | 305  |
| Rang en double | -    | 78   | 40   | 10   | 1    | 4    | 26   | 11   | 176  |

source : (en) « Classements de Anna Kournikova », sur le site officiel du WTA Tour

## Hors des courts
- Son père, Sergueï Kournikov, est un ancien champion de lutte gréco-romaine.
- Sa mère, Alla Kournikova, est une ancienne coureuse de 400 m.
- Elle a fréquenté le joueur de hockey russe Sergei Fedorov durant plusieurs années.
- Elle est en couple avec Enrique Iglesias depuis 2001[6]. Le 16 décembre 2017, elle a donné naissance à des jumeaux prénommés Nicholas et Lucy[7]. Le 30 janvier 2020, le couple accueille son troisième enfant, une fille prénommée Mary[8].
- Elle est devenue citoyenne américaine en 2010[9].
- Le virus informatique Anna Kournikova porte son nom.
- Elle a donné son nom (involontairement) à une main de poker constituée de l'as de cœur et du roi de carreau, plus généralement à la premium as-roi quelles qu'en soient les couleurs, car, outre les initiales communes (en anglais), « elle est très jolie mais ne gagne que très rarement »[10].

## Filmographie
- Elle fait une apparition très rapide dans le film Fous d'Irène des Frères Farrelly en 2000 avec Jim Carrey. Elle joue le rôle d'une responsable d'un motel.
- Elle a tourné dans le clip de son compagnon Enrique Iglesias, Escape.

## Jeux vidéo
En 1999, un jeu vidéo de l'éditeur japonais Namco lui est dédié : Anna Kournikova's Smash Court Tennis sur la console Playstation. Elle apparaît également dans les jeux Smash Court Tennis Pro Tournament et Smash Court Tennis Pro Tournament 2  du même éditeur, ainsi que dans Top Spin du studio français PAM et sorti sur Xbox en 2003.